# Историческая социология России
«Историческая социология России» — учебное пособие (2009), учебник (2017, 2018 и 2020) для высших учебных заведений, созданный российским историком Б. Н. Мироновым. Учебник «беспрецедентно междисциплинарен», выдержал четыре издания (2009, 2017, 2018 и 2020). 

## Содержание
Автором учебного пособия (с 2017 года — учебника) «Историческая социология России» является Б. Н. Миронов — «глава научной школы социальной истории России». В учебнике на основании системного подхода и историко-статистического метода излагается программа курса «Историческая социология в России периода империи».
Учебник междисциплинарен. Он является адаптированным к образовательному процессу вариантом монографии Б. Н. Миронова «Социальная история России периода империи (XVIII — начало XX века)» с добавлением новых глав — «Русская культура в коллективных представлениях» и «Россия и Запад: социологические образы и историческая реальность». При этом учебник не является дайджестом названной монографии: в нём объём важных выводов, заключений и мыслей автора «намного выше, чем в предыдущей работе», и содержательно учебник выстроен иначе, чем монография.
В «Исторической социологии…» история России рассматривается в основном с социологической точки зрения: как совокупность процессов развития личности, семьи, собственности, права, общества, государства. Исторические факты, социальные структуры и институты анализируются с помощью исторических и социологических методов, что позволяет читателям понять смысл исторических процессов и их логику, изучать причины социальных изменений, тенденции развития России, проводить связи между прошлым и настоящим.
Рассматриваемые в учебнике темы: колонизация, этническое и конфессиональное многообразие, проблемы семьи и демографических тенденций, социальная структура общества, его неравенство и мобильность, крепостное право и преступность, общество и община, город и деревня, хозяйство и культура, государство и право, благосостояние населения и причины революции.
Название введения к «Исторической социологии…» — «От истории и социологии к исторической социологии». Главы учебника — «Социология российской колонизации», «Социальная стратификация и социальная стабильность», «Социальная демография», «Русская культура в коллективных представлениях», «Социология крепостного права», «Происхождение правового государства», «Становление гражданского общества», «Россия и Запад: социологические образы». В конце каждой главы приводятся её основные выводы, а также вопросы для размышления и повторения.
Учебное пособие (учебник) содержит библиографию, глоссарий, предметный указатель, статистические таблицы. Он ориентирован на историков, социологов, а также обществоведов, интересующихся историей России.

Пособие даёт пищу студентам и аспирантам для развития качественно новой тематики и проблематики в области истории России на громадной базе достижений предыдущей эпохи.
— Ю. В. Веселов, доктор социологических наук, профессор (СПбГУ).
Авторское посвящение «Исторической социологии России»: «Моим учителям Александру Львовичу Шапиро и Аркадию Георгиевичу Манькову».

## Основные тезисы
- «История и социология — два ингредиента, из которых можно составить два коктейля: социальную историю, если взять много истории и немного социологии, и историческую социологию, если взять много социологии и немного истории»[6].
- Российская империя (её общество, экономика, культура и право) развивалась в русле общеевропейской модернизации, хотя и с некоторым опозданием. Россия жила как-бы «в другом часовом поясе»[1].
- У России не было какого-то своего «особого пути» развития. Процессы модернизации начались в ней несколько позже, чем в других европейских странах[1].
- Для развития сельского хозяйства России до начала XX века оптимальным был экстенсивный путь[3].
- Российская империя не являлась ни тюрьмой народов, ни колониальной державой в традиционном европейском понимании[3].
- Российская империя успешно конкурировала как с империями Запада, так и с великими восточными странами[3].
- Образование сословий, сложившихся к концу XVIII века, было крупным социальным достижением российского общества[3].
- Сословия России стали превращаться в классы после 1860-х годов, но этот процесс к 1917 году не завершился. Общество являлось протоклассовым[1][3].
- «Традиционный тип воспроизводства населения имел в качестве психологической причины слабое развитие индивидуальности, в качестве экономической причины — низкий уровень благосостояния, в качестве социальной причины — сословный строй»[6].
- «В крепостное время коллективные представления крестьян и горожан, исключая немногочисленное образованное общество, соответствовали традиционному христианскому мировоззрению; они были носителями единой народной, во многом сакральной культуры»[6][7].
- «Россия была экономически отсталой не потому, что крепостнические отношения доминировали в ее экономике; напротив, само крепостное право было порождено ее отсталостью»[6][7].
- «За двести с небольшим лет Россия прошла путь от народной монархии, которая осуществляла традиционно-харизматическое господство, до правового государства, которое реализовывало в основном легальное господство»[6].
- «Главная причина противостояния общественности и государства в пореформенное время состояла в борьбе за власть. (…) В 1917 году политическая модернизация оборвалась вследствие того, что в России в период империи сложился раздираемый антагонистическими противоречиями двухкультурный социум, который не выдержал испытаний Первой мировой войны»[6][7].
- «В 1917 году политическая модернизация оборвалась вследствие того, что в России в период империи сложился раздираемый антагонистическими противоречиями двухкультурный социум, который не выдержал испытаний Первой мировой войны»[7].
- «Октябрьская революция имела антибуржуазный и антимодернистский характер»[7].
- «Основы российской государственности и культуры имеют европейское происхождение. Россия переживала те же процессы, что и Запад, только с опозданием»[7].

О Б. Н. Миронове и его «Исторической социологии России» доктор исторических наук В. А. Бердинских (ВятГГУ) констатирует: «Его система анализа и синтеза глубоко научна, хотя и абсолютно индивидуальна, независима от вненаучных факторов и модных идейных воззрений. Выводы свежи и оригинальны, как и всё исследование в целом, и не потому, что он массово привлёк социально-статистический материал, а потому, что он изначально оригинален как историк с большим чувством нового, интуитивным пониманием основ русской народной жизни, прежде всего крестьянской».

## Издания книги
- Миронов Б. Н. Историческая социология России: Учебное пособие / Под общ. ред. В. В. Козловского. — СПб.: Издат. дом СПбГУ, Интерсоцис, 2009. — 536 с. — ISBN 978-5-94348-055-3
- Миронов Б. Н. Историческая социология России: в 2 ч. Изд. 2-е, испр. и доп. Учебник для академического бакалавриата. — М.: Юрайт, 2017. — 246+273 с.
- Миронов Б. Н. Историческая социология России: в 2 ч. Учебник для академического бакалавриата. — М.: Юрайт, 2018. Ч. I. — 295 с.
- Миронов Б. Н. Историческая социология России: в 2 ч. Учебник для академического бакалавриата. — М.: Юрайт,  2020. Ч. I. — 295 с. — ISBN 978-5-534-08315-6

## Перечень рецензий на монографию

### На издание 2009 года
- Викторов Т. Коротко о книгах: Миронов Б. Н. Историческая социология России. Учебное пособие Архивная копия от 7 марта 2022 на Wayback Machine / Под общ. ред. В. В. Козловского. — СПб.: Изд. дом СПбГУ, Интерсоцис, 2009. — 536 с. // Социологические исследования. 2010. № 3. С. 150.
- Бердинских В. А. Рец. на кн. Архивная копия от 6 августа 2020 на Wayback Machine // Социологические исследования. 2011. № 5. С. 149—151.
- Бердинских В. А. Рец. на кн. Архивная копия от 23 августа 2021 на Wayback Machine // Клио: Журнал для учёных. 2011. № 4 (55). С. 171—173.

### На рукопись издания 2017 года
- Веселов Ю. В. Рецензия на учебное пособие Б. Н. Миронова // Сайт СПбГУ, 18.10.2016